# Тобін Есперанс

 Тобін Есперанс  (англ. Tobin Esperance, 14 листопада 1979, Вакавіль , штат Каліфорнія ) - бас-гітарист і автор музики багатьох пісень рок-групи Papa Roach .

## Біографія
Народився в 1979 році в Вакавіль, Каліфорнія. Його батьки розлучилися, коли йому було всього 6 років (у 1985 році). Грати Тобін почав в 1988 році, коли батько подарував йому бас-гітару. Грати Тобін навчився сам. До групи Papa Roach працював на складі. Одружився у 2002 році на дівчині на ім'я Дженніфер. У 2005 розлучився. У шлюбі з'явилася дитина - дівчинка на ім'я Ава. У 2010 році Тобін одружився вдруге, його нинішню дружину звуть Амбер. Приблизно 8 місяців тому у пари народилася дочка, яку вони назвали Арроу. Амбер (дружина Тобіна) також виховує дитину від першого шлюбу. Її синові 15 років і його звуть Джейден.
На тілі Тобіна є 13 татуювань. Одна з них - ім'я його другої дружини.
У Тобіна є молодший брат Ентоні - технік Papa Roach.
 
Тобін прийшов у групу Papa Roach в 1994 році, коли екс-бас-гітарист Уілл Джеймс поїхав у літній церковний табір.
Крім гри на бас-гітарі, Тобіном написана музика для більшості пісень Papa Roach.